# Silence, ça pousse !
Silence, ça pousse ! est un magazine télévisé français de 52 minutes consacré au jardinage et à la nature, diffusé depuis le 19 septembre 1998 sur La Cinquième, puis sur France 5 à partir de 2002 dans une nouvelle formule animée par Stéphane Marie initialement accompagné de Noëlle Bréham. En septembre 2015, Bréham laisse sa place à Caroline Munoz. Celle-ci est remplacée dès juillet 2016 par Carole Tolila.

## Concept
L'émission s'intéresse au monde du jardinage à travers différentes rubriques : conseils sur les plantes, le potager et l'aménagement du jardin, visites de jardins originaux et rencontres des personnalités travaillant dans le domaine de la nature. De plus, dans « Pas de panique », Stéphane Marie vient en aide aux téléspectateurs pour donner un nouveau visage à leur jardin, balcon ou terrasse.

## Historique
En 1994, Stéphane Marie a l'idée d'une émission de jardinage à la télévision. Le projet ne voit le jour que quelques années plus tard, lorsque Jean Minot propose à CBTV de concevoir un projet d'émission sur le thême Jardin-Jardinnage. Pierre Rieubet, producteur, et Stéphane Marie conçoivent la première formule de l'émission . La première diffusion a lieu le 19 septembre 1998 sur La Cinquième. Il s'agit alors d'une émission de 13 minutes où l'on ne voit que les mains de Stéphane Marie avec la voix hors champ du comédien Jean-Quentin Châtelain.
En 2002, lorsque La Cinquième est remplacée par France 5, l'émission inaugure une nouvelle formule. Le magazine, désormais long de 26 minutes, est présenté face caméra par le duo Stéphane Marie et Noëlle Bréham, qui lancent les diverses rubriques du programme. Le tournage a lieu dans le jardin de 2 000 m2 de l'animateur, situé dans le Cotentin, plus précisément entre Barneville-Carteret et Saint-Pierre-d'Arthéglise.
En janvier 2007, l'émission se dote d'une nouvelle rubrique, « Pas de panique », dans laquelle Stéphane Marie vient en aide aux particuliers pour aménager leur jardin, balcon ou terrasse. La rubrique est un succès, augmentant les audiences de l'émission. La production reçoit plus de 40 000 demandes par an.
À partir du 8 septembre 2010, au lancement de la 12e saison, l'émission passe de 26 à 45 minutes. Deux nouvelles rubriques font leur apparition : la première intitulée « Curiosité de la semaine » s'intéresse aux nouvelles tendances dans le jardin, et la deuxième est une rencontre d'un invité passionné par le jardinage.
Le 7 novembre 2012, l'émission fête les 10 ans de France 5 avec une émission spéciale invitant plusieurs animateurs de la chaîne : Sophie Jovillard (Échappées belles), Julia Vignali et Stéphane Thebaut (La Maison France 5), Luana Belmondo et Philippe Gaudin (C à vous) et Laurent Goumarre (Entrée libre).
Le 15 mai 2013, un jeu est lancé sur le site internet de France 5. Le site de l'émission, totalement refondu, est alors le troisième plus visité de la chaîne avec 9 000 visites quotidiennes.
À partir du 5 février 2014, l'émission passe à 52 minutes et la nouvelle rubrique « Une découverte, une plante » s'intéresse aux origines et aux noms des plantes.
Le 17 décembre 2014, Silence, ça pousse ! fusionne avec La Maison France 5 le temps d'une émission spéciale pour fêter les vingt ans de France 5. Les deux équipes, installées dans un ancien moulin transformé en chambre d'hôtes à Autun, s'occupent de réaménager une berge de l'Arroux à Laizy en Saône-et-Loire.
En septembre 2015, Noëlle Bréham quitte la présentation de l'émission pour se consacrer à la radio. Elle est alors remplacée par Caroline Munoz. Cependant le courant ne passe pas entre les deux animateurs. En juillet 2016, France 5 annonce qu'à la rentrée, Carole Tolila, chroniqueuse des Maternelles, tentera de relever le défi de rester plus d'une saison en compagnie de Stéphane Marie,. Caroline Munoz rejoint France 2.

## Identité visuelle
Lors de la rentrée 2010 en septembre, l'émission modernise son identité visuelle.

Logo de 2002 à septembre 2010.
Logo du 8 septembre 2010 à 2021.

Le générique de l'émission a été composé par Alex Jaffray.

## Produits dérivés
En 2023, l'adjoint au Maire d'Angers Stéphane Pabritz annonce l'ouverture prochaine du premier magasin de jardinage dérivée de l'émission.
Une gamme de jeux éducatifs est éditée par Ravensburger depuis 2023,.

## Accueil

### Audiences
L'émission attire en moyenne 640 000 téléspectateurs.
Le 20 avril 2011, le programme réalise un record d'audience en nombre de téléspectateurs avec 931 000 personnes, soit 3,7 % du public présent devant leur téléviseur.
En mai 2013, le magazine dépasse le million de téléspectateurs.
Le 17 décembre 2014, la soirée spéciale fusionnant Silence, ça pousse ! et La Maison France 5 est suivie par 1,2 million de téléspectateurs, soit 4,6 % de part de marché.